# Eduardo Alas Alfaro
Eduardo Alas Alfaro (ur. 2 lipca 1930 w San Rafael, zm. 27 lutego 2020) – salwadorski duchowny rzymskokatolicki, w latach 1988-2007 biskup Chalatenango.

## Życiorys
Święcenia kapłańskie przyjął 30 października 1960. 30 grudnia 1987 został prekonizowany biskupem Chalatenango. Sakrę biskupią otrzymał 27 lutego 1988. 21 kwietnia 2007 przeszedł na emeryturę.